# 五山派
五山派（ござんは）・五山叢林（ござんそうりん）は、室町幕府が制定した寺格制度である五山十刹諸山の制度に組み込まれてその保護・統制下に置かれていた禅宗寺院（禅林）のこと。
一般的に五山以下の寺格が与えられた寺院が臨済宗であったために「五山派＝臨済宗」と考えられがちであるが、実際には臨済宗でも大応派は五山の支配を受けず、逆に曹洞宗でも道元との直接的な関係の乏しい大陸系の宏智派などは、その保護・統制下に入っていた。
足利尊氏の崇敬を受けてきた夢窓疎石のもとで大きく発展し、以後も春屋妙葩・義堂周信・絶海中津などの高僧を輩出して歴代足利将軍の崇敬を受けて、室町幕府の政策にも影響を与えた。